# سفارت عمان در لندن
سفارت عمان در لندن (به انگلیسی: Embassy of Oman) یک سفارت در بریتانیا است که در لندن واقع شده‌است.